# Ergometrin
Ergometrin je vrsta tvari koja se može uporabiti za izradu droga ("prekursor"). Uvršten je u Hrvatskoj na temelju Zakona o suzbijanju zlouporabe droga na Popis tvari koje se mogu uporabiti za izradu droga - Europski klasifikacijski sustav ovisno o mogućnostima zlouporabe, Službeni list Europske unije od 18. veljače 2004. Kemijsko ime po CAS-u je (ergoline-8-carboxamide,9,10-didehydro-N-(2-hydroxy-1-methylethyl)-6-methyl-,[8β(S)]), KN oznaka je 2939 61 00, CAS-ov broj je 60-79-7.